# 해결책중심치료
해결책 중심 치료 SFBT (Solution-focused (brief) therapy)는 일련의 정확하게 구성된 질문에 대한 고객의 반응을 직접 관찰함으로써 수행되는 정신 요법 변화에 대한 목표 지향적 협업 접근법이다. 사회건설론적 사고와 비트겐슈타인 철학에 근거하여, SFBT는 문제의 역사와 출처를 탐구하지 않고 고객이 달성하기를 원하는 것에 초점을 맞추고있다. SF 요법 세션은 일반적으로 현재와 미래에 초점을 맞추고 공감을 전달하고 고객의 우려 사항을 정확하게 이해하는 데 필요한 정도로만 과거에 집중한다.

## 개요
해결책(솔루션) 위주의 간단한 치료 접근법은 미국 사회 복지사 인 Steve de Shazer, Insoo Kim Berg 및 위스콘신주 밀워키의 Milwaukee Brief Family Therapy Center (BFTC)에서 진행되었다.
개인 훈련 및 치료 연구소 인 BFTC는 밀워키 기관의 불만스런 전직 직원이 캘리포니아주 팔로 알토 (Palo Alto)에 있는 정신 연구소 (MRI)에서 개발 된 간략한 치료법을 탐구하는 데 관심이있었다.
초기 그룹에는 결혼 파트너, Steve de Shazer, Insoo Berg, Jim Derks, Elam Nunnally, Marilyn La Court 및 Eve Lipchik이 포함되었다. 학생들은 John Walter, Jane Peller, Michele Weiner-Davis 및 Yvonne Dolan이 포함되었다.
이 접근법의 주요 개발자 인 스티브 드 샤이저 (Steve de Shazer)와 버그 (Berg)는 2007년 SFBT의 업데이트를 각각의 사망 직전에 공표했다.

## 적용 방법
솔루션 중심 접근 방식은 연역적으로 유도되지 않고 유도 적으로 개발되었다. Berg, de Shazer와 그들의 팀은 수천 시간을 신중하게 실시간 및 기록 된 치료 세션을 관찰하는 데 보냈다. 클라이언트 측에서 긍정적 인 치료 적 변화를 이끌어 냈던 치료사 측의 행동이나 말은 고심하고 SFBT 접근법에 반영되었다. 프로이트를 시작으로하는 대부분의 전통적인 심리 요법 접근법에서 종사자들은 어떤 종류의 해결책을 개발하기 전에 환자의 역사와 원인을 광범위하게 분석해야한다고 생각했다. 솔루션 중심의 치료사는 치료 변화 과정을 완전히 다르게 본다. 스티브 드 셰이저 (Steve de Shazer) [8]의 관찰에 따르면 "문제의 원인은 극도로 복잡하지만 해결 방법이 반드시 필요한 것은 아니다.

## 같이 보기
- 가족 치료
- 이야기 상담